# F.D.T.F.
F.D.T.F. (ursprünglich From Dawn to Fall) war eine Alternative-Rock-Band aus Wien.

## Geschichte
F.D.T.F. wurde im Jahr 2006 als „From Dawn to Fall“ von Daniel Rumpel, Johannes Herbst, Stefan Eckhard, Philip Oszwald und Clemens Landkammer gegründet. 2007 wurde die Musik-Agentur The Arcadia Agency auf die Band aufmerksam und nahm sie 2008 unter Vertrag. Im selben Jahr veröffentlichten From Dawn to Fall ihr erstes Studioalbum The Beginning auf dem österreichischen Label Pate Records.
In den darauf folgenden Jahren spielte die Band eine Vielzahl an Konzerten im In- und Ausland. Speziell in Österreich konnte die Band durch Auftritte auf Festivals wie dem Frequency, dem Nova Rock, dem Two Days a Week und dem Wiener Donauinselfest ihre Anhängerschaft schnell vergrößern.
Als Dankeschön an die schnell anwachsende Fangemeinde, veröffentlichte die Band 2009 die Akustik-EP Acoustic Chapter, die nach wie vor als kostenloser Download im Internet angeboten wird.
Im März 2011 veröffentlichte F.D.T.F. ihr zweites Full-Length-Album Rising. Das Album wurde in Rom unter der Federführung von Vanilla-Sky-Frontman Daniele Brian Autore aufgenommen und produziert. Gemastert wurde das Album von US-Mastering-Engineer Brian Gardner (Big Bass Brian), der bereits mit Künstlern wie Michael Jackson, 30 Seconds to Mars oder Ozzy Osbourne zusammengearbeitet hat. Das Album erreichte Platz 45 der österreichischen Albumcharts und die Single Rome lief auf Rotation auf den österreichischen Radio Stationen Ö3 und Radio 88.6.
Im August 2011 wurde das Album „Rising“ auf dem japanischen Label Bullion Records veröffentlicht.
Im Frühjahr 2012 wurde das Debütalbum The Beginning verspätet in Japan veröffentlicht und mit einer Live-Tournee im August 2012 in Japan promotet. Außerdem spielte die Band eine ausgedehnte Europatour mit der US-Poppunk-Band Mest.
Im August 2013 arbeitete die Band gemeinsam mit Produzent Dan Weller an ihrem dritten Longplayer B L V R S in den Red Bull Studios Kopenhagen. Das Album erschien am 4. September 2015. Vorab wurde im Februar das Lied You’re Not Alone veröffentlicht, das F.D.T.F. die erstmalige Platzierung in den Singlecharts brachte.

## Diskografie

### Alben
- 2008: The Beginning
- 2011: Rising
- 2015: B L V R S

### EPs
- 2009: Acoustic Chapter

### Singles
- Rome
- Rising
- New Start
- Fireflies (Coverversion von Owl City)
- You’re Not Alone (2014)